# 不屈館
不屈館（ふくつかん）は、政治家瀬長亀次郎がのこした資料をもとにして、2013年3月、沖縄県那覇市に開設された沖縄の戦後史に関する民間の資料館。
米軍占領下の沖縄で沖縄人民党を組織、圧制に対する抵抗運動の先頭に立ち、立法院議員・那覇市長・日本共産党衆議院議員などを歴任した政治家瀬長亀次郎がのこした膨大な資料を中心に、沖縄の民衆のたたかいを後世に伝える目的でつくられた。今後県民からの資料提供も受け、特に米軍統治下の民衆の歩みなど沖縄の戦後が学べる、民衆の支えによる民衆のための資料館を目指す、としている。

## 利用情報
- 開館時間：午前10:00-午後5:00（入館は午後4:30まで）
- 休館日：毎週火曜日・年末年始（12月28日-1月3日）